# Éparchie d'Osijek et de Baranja
L'éparchie d'Osijek et de Baranja (en serbe cyrillique : Епархија осјечкопољска и барањска ; en serbe latin : Eparhija osječkopoljska i baranjska) est une circonscription de l'Église orthodoxe serbe. Elle a son siège à Dalj en Croatie et, en 2016, elle a à sa tête l'évêque Lukijan.

## Localisation et extension territoriale

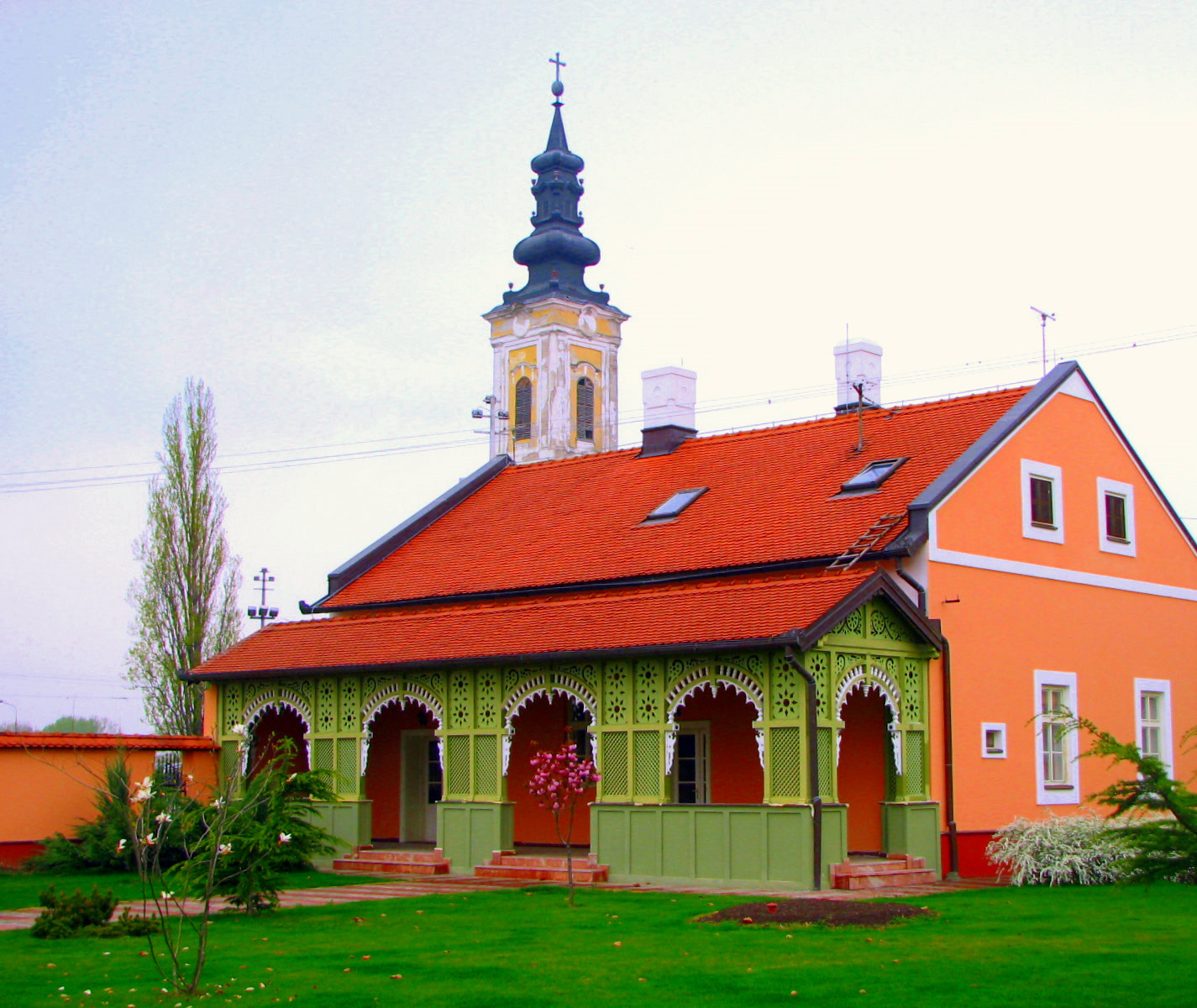
La résidence d'été des évêques de Dalj

## Paroisses
L'éparchie compte 3 archidiaconés (en serbe : arhijerejska namjesništa), chacun divisé en plusieurs paroisses.

### Quelques églises paroissiales
- Vukovar : église Saint-Nicolas
- Markušica : église de la Descente-du-Saint-Esprit
- Trpinja : église de la Transfiguration
- Negoslavci : église de l'Assomption
- Bobota : église Saint-Georges
- Borovo : église Saint-Étienne
- Srijemske Laze : église de la Nativité-de-la-Mère-de-Dieu
- Bolman : église Saint-Pierre-et-Saint-Paul
- Karanac : église Saint-Stefan-Štiljanović
- Vinkovci : église de la Descente-du-Saint-Esprit
- Mirkovci : église Saint-Nicolas
- Gaboš : église de la Nativité-de-la-Mère-de-Dieu
- Jagodnjak : église Saint-Nicolas
- Kneževo : église Saint-Georges

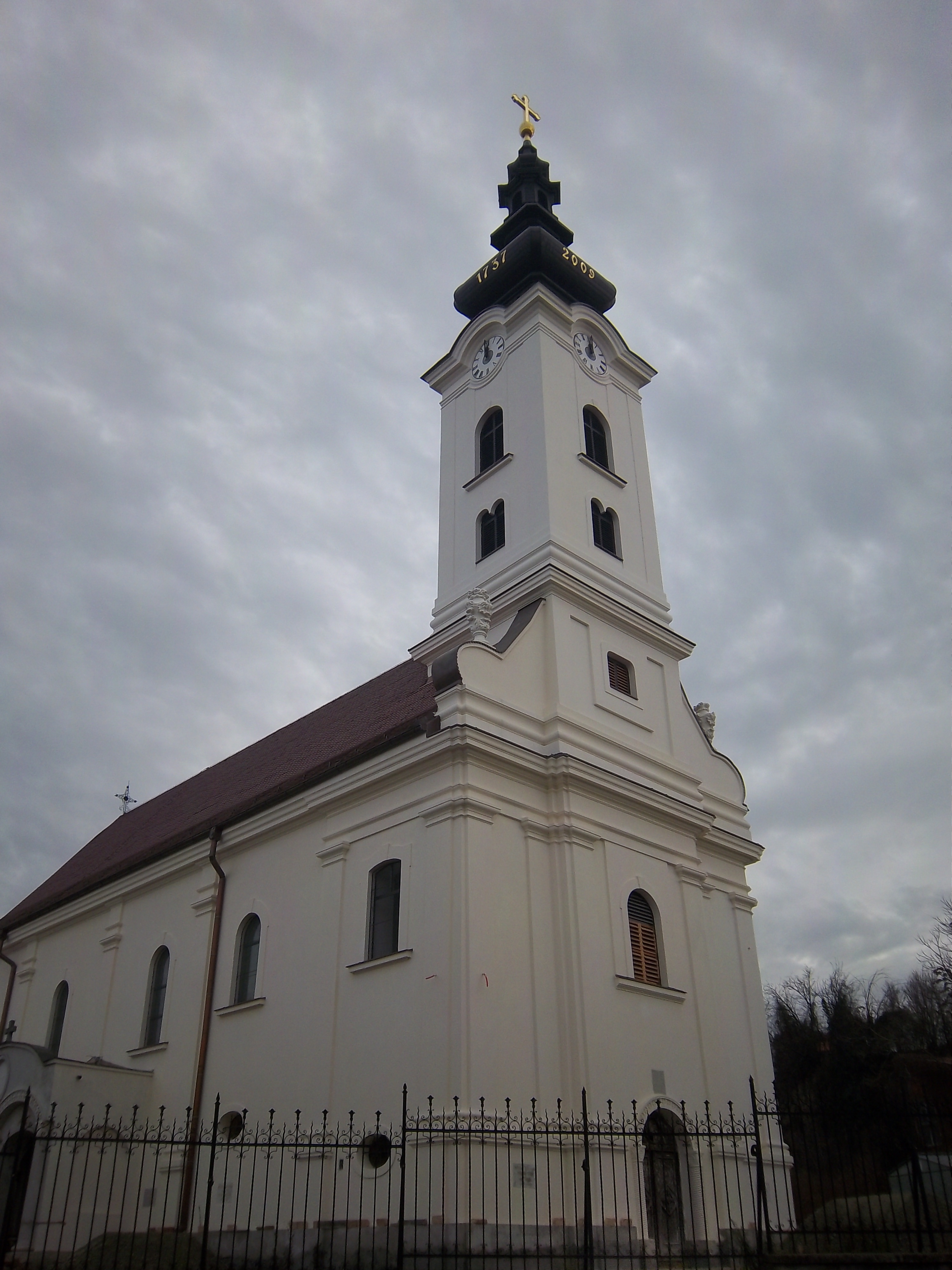
L'église Saint-Nicolas de Vukovar
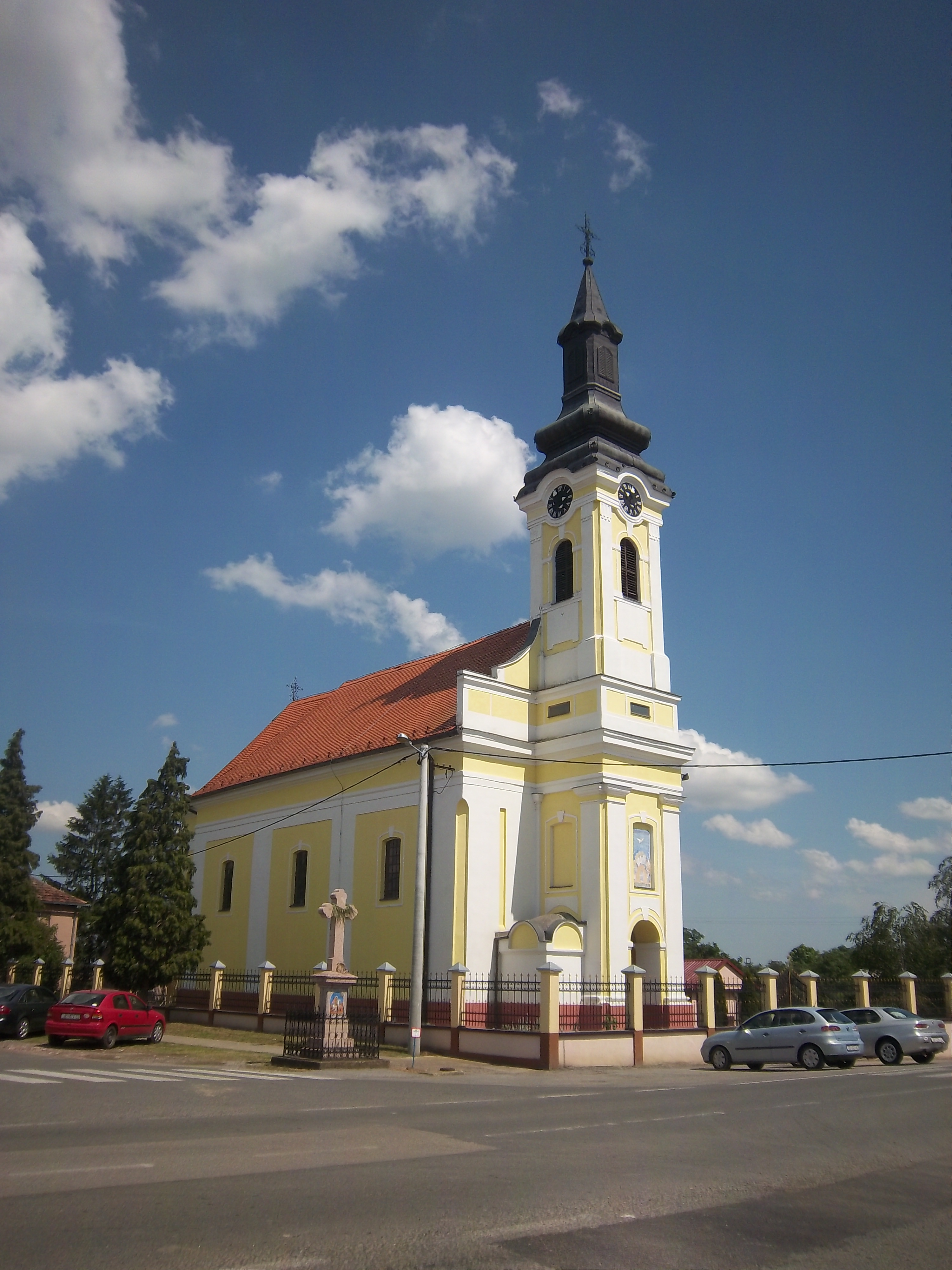
L'église de la Descente-du-Saint-Esprit de Markušica
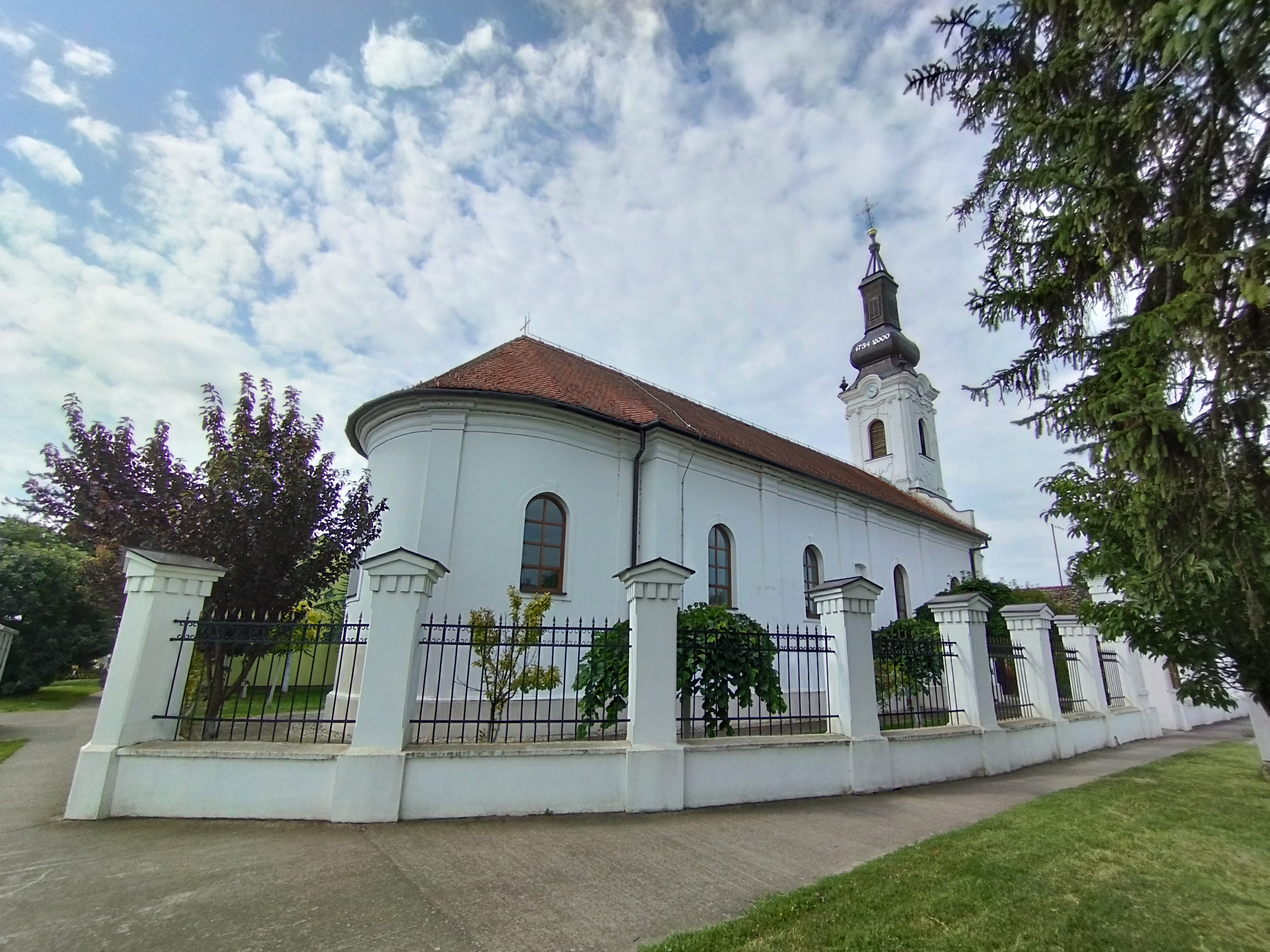
L'église de la Transfiguration de Tripnja
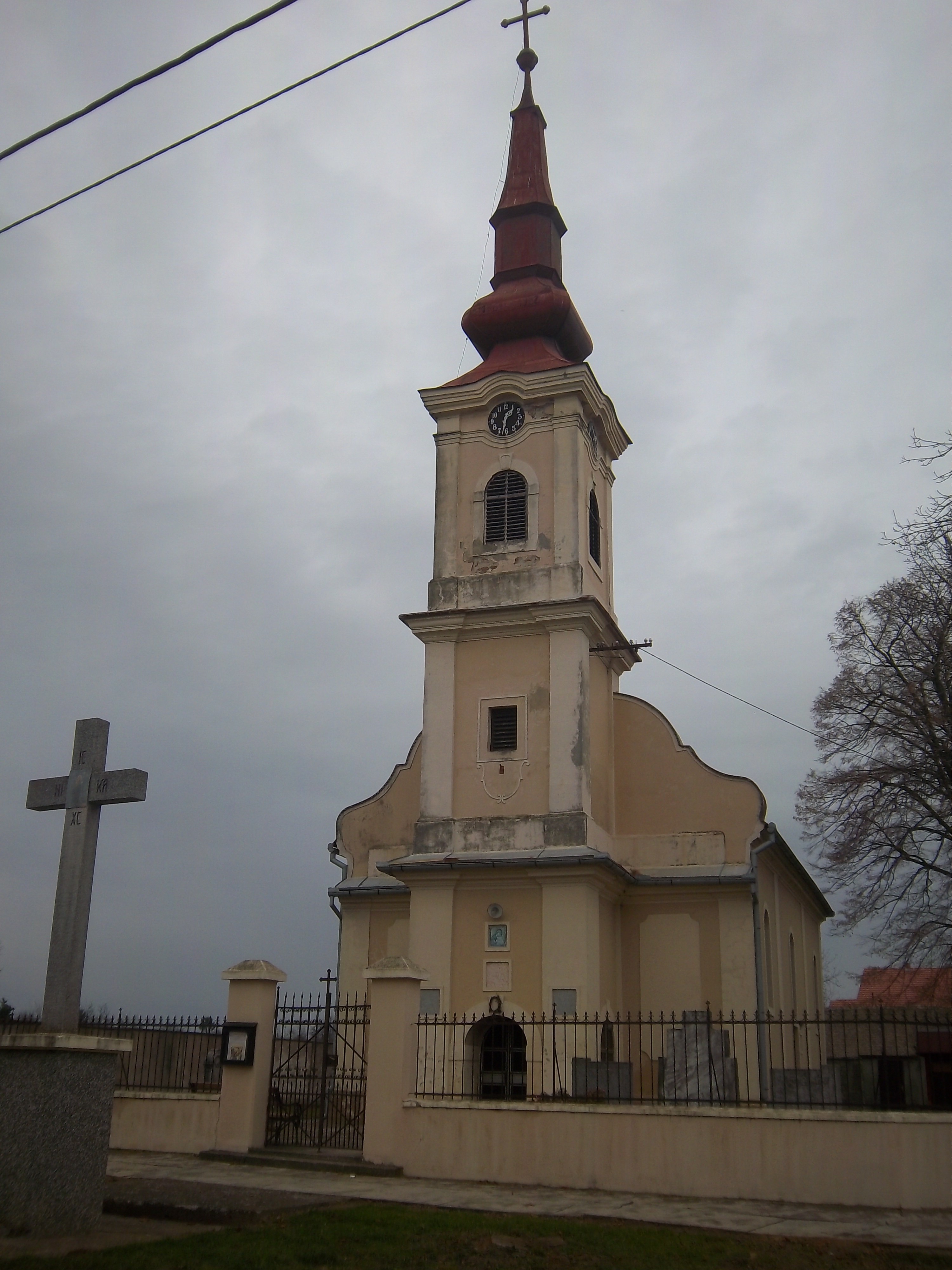
L'église de l'Assomption de Negoslavci
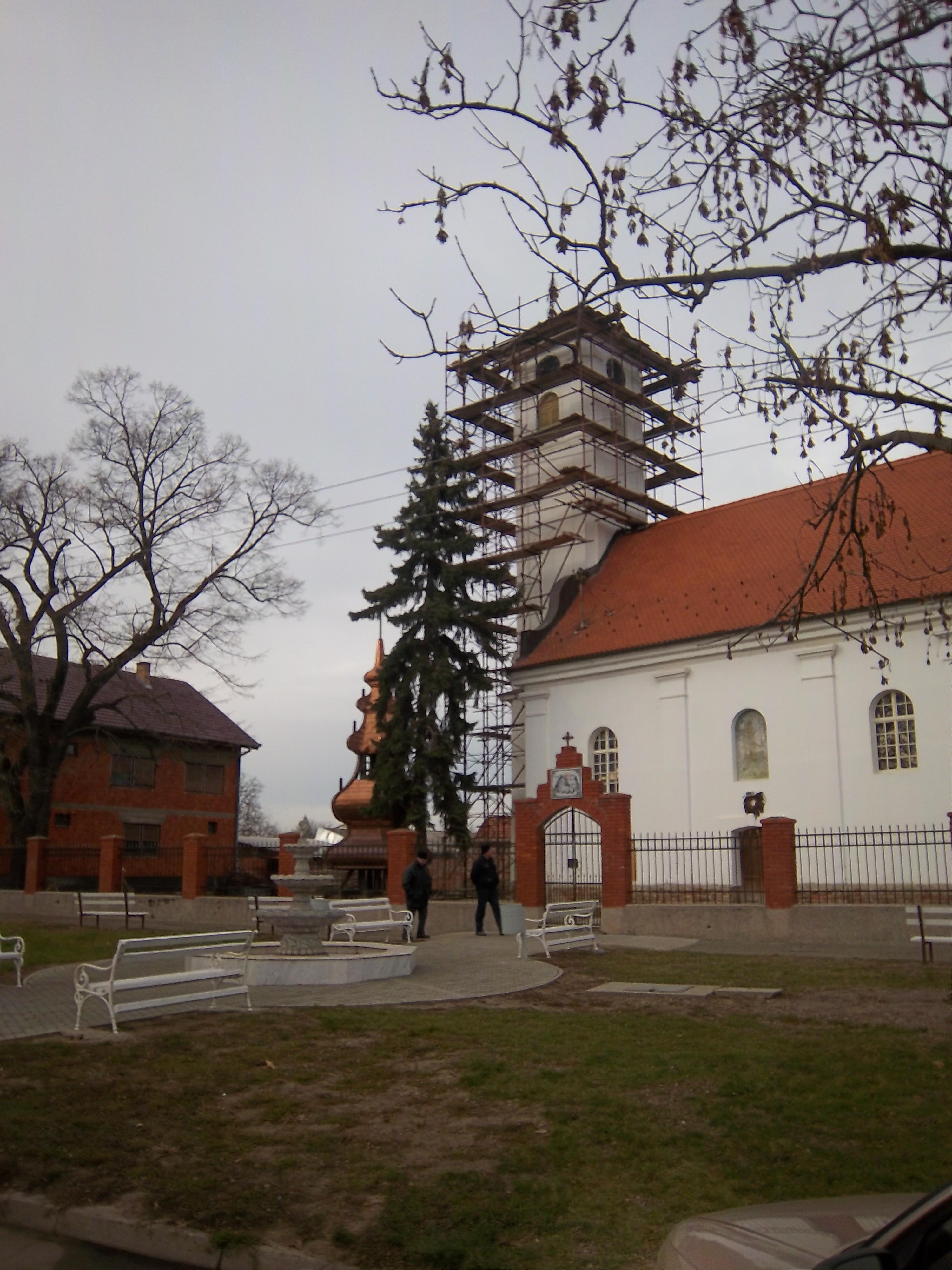
L'église Saint-Georges de Bobota
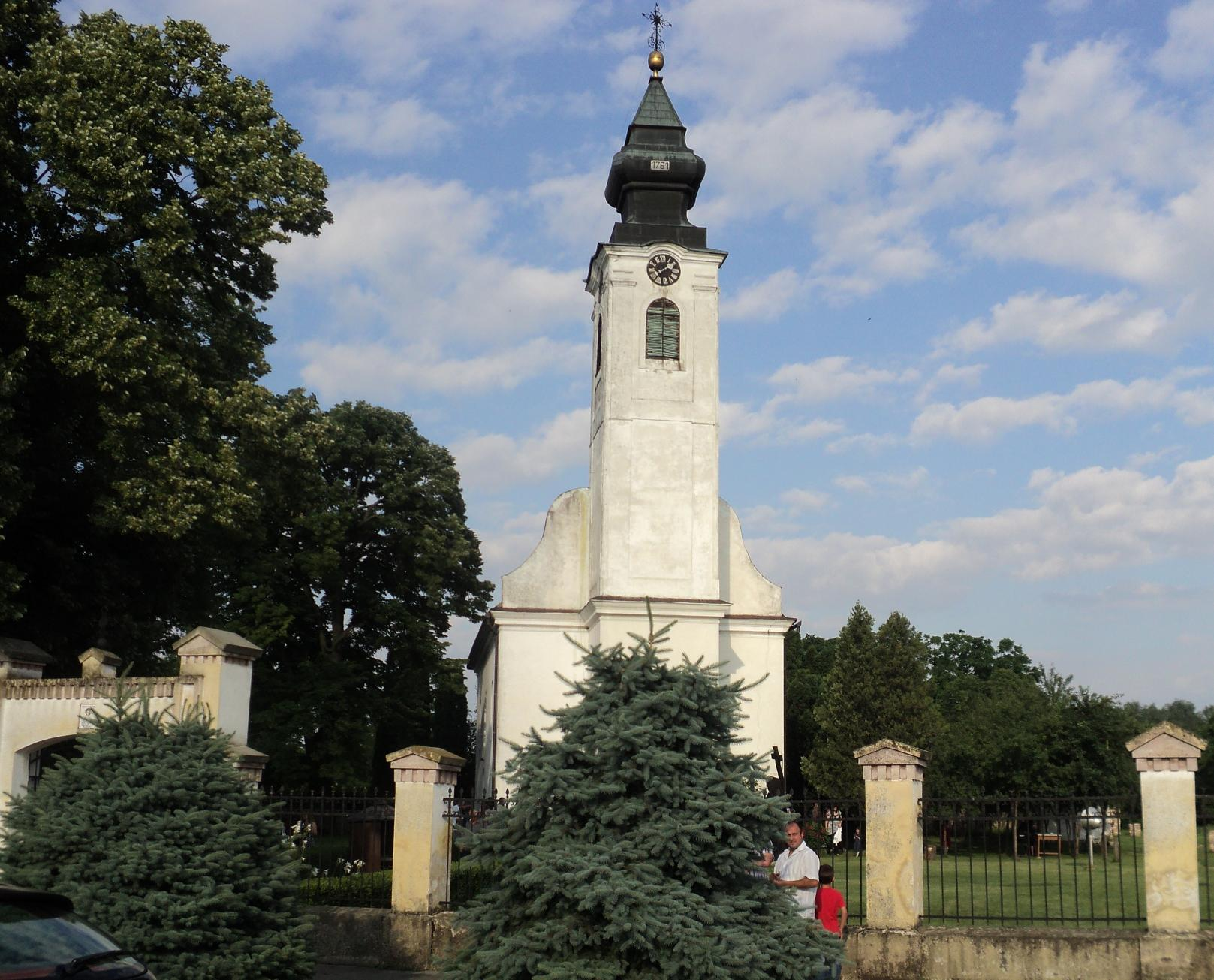
L'église Saint-Étienne de Borovo
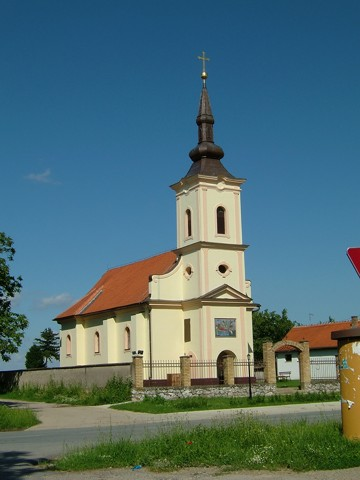
L'église de la Nativité-de-la-Mère-de-Dieu de Srijemske Laze
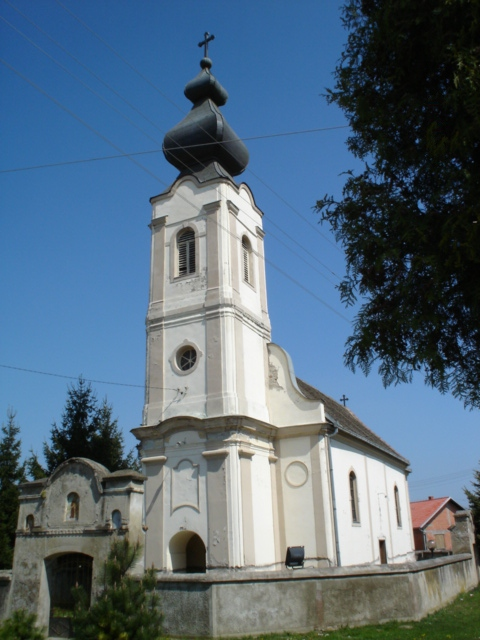
L'église Saint-Pierre-et-Saint-Paul de Bolman
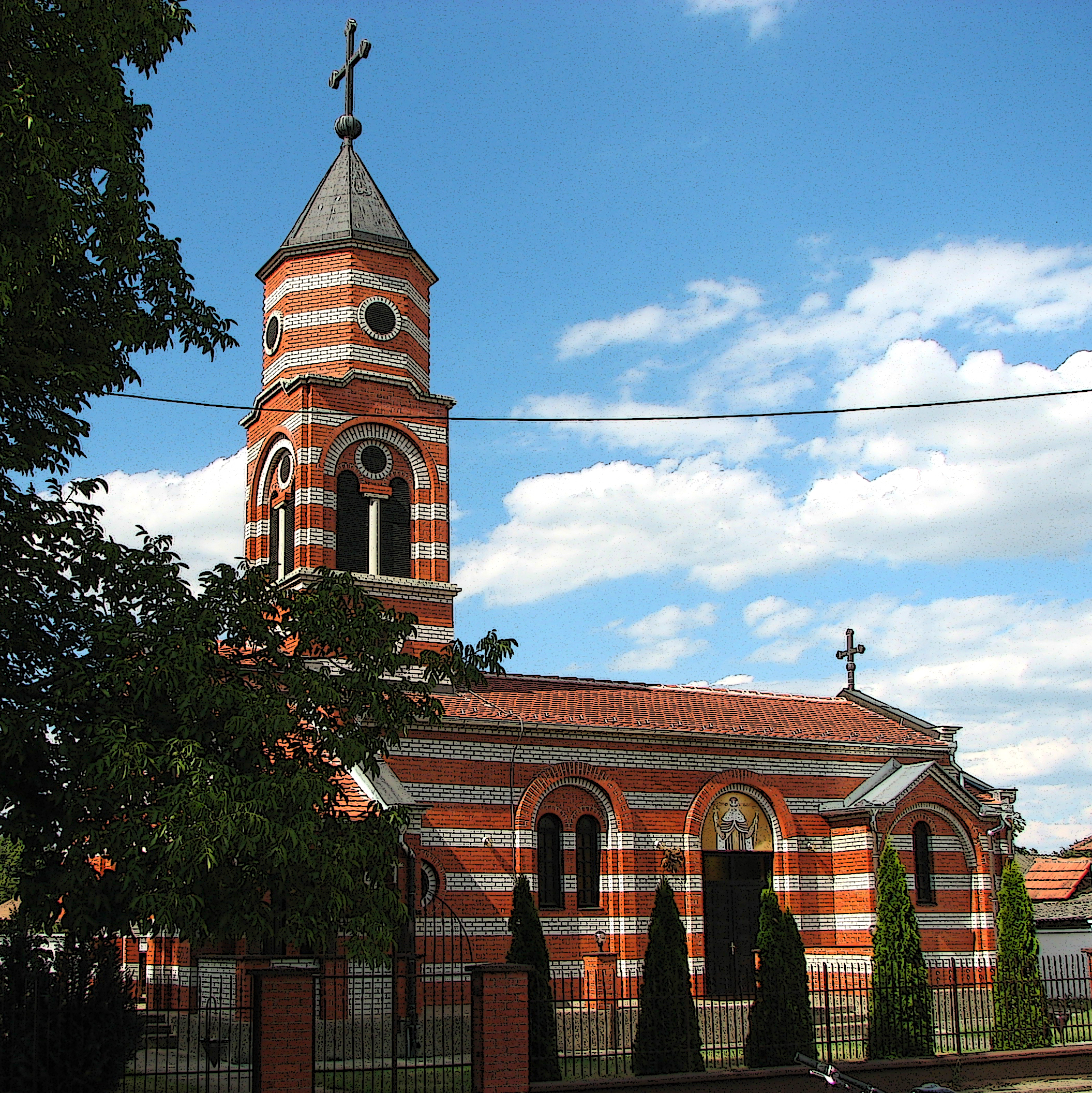
L'église Saint-Stefan-Štiljanović de Karanac
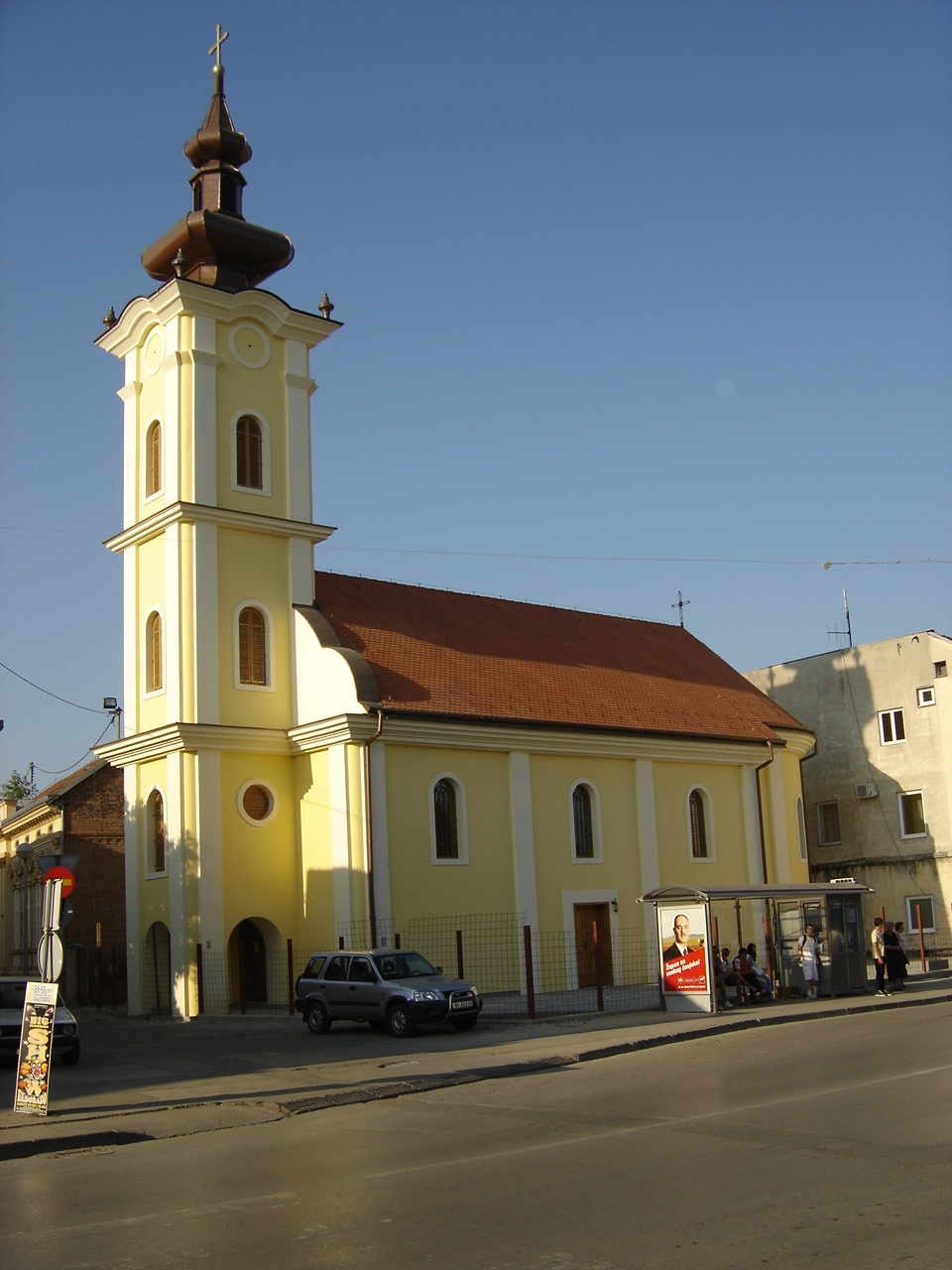
L'église de la Descente-du-Saint-Esprit de Vinkovci
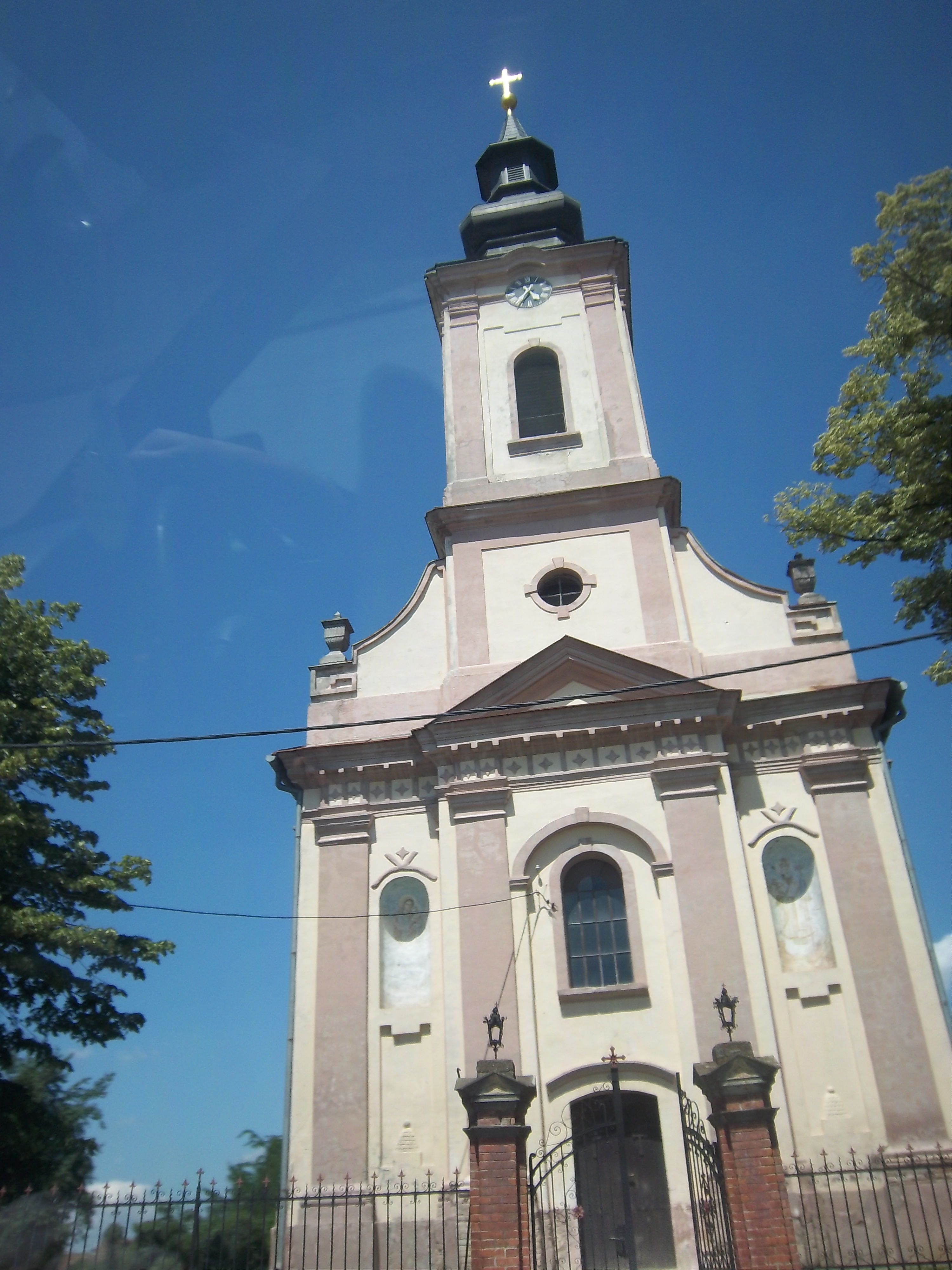
L'église Saint-Nicolas de Mirkovci
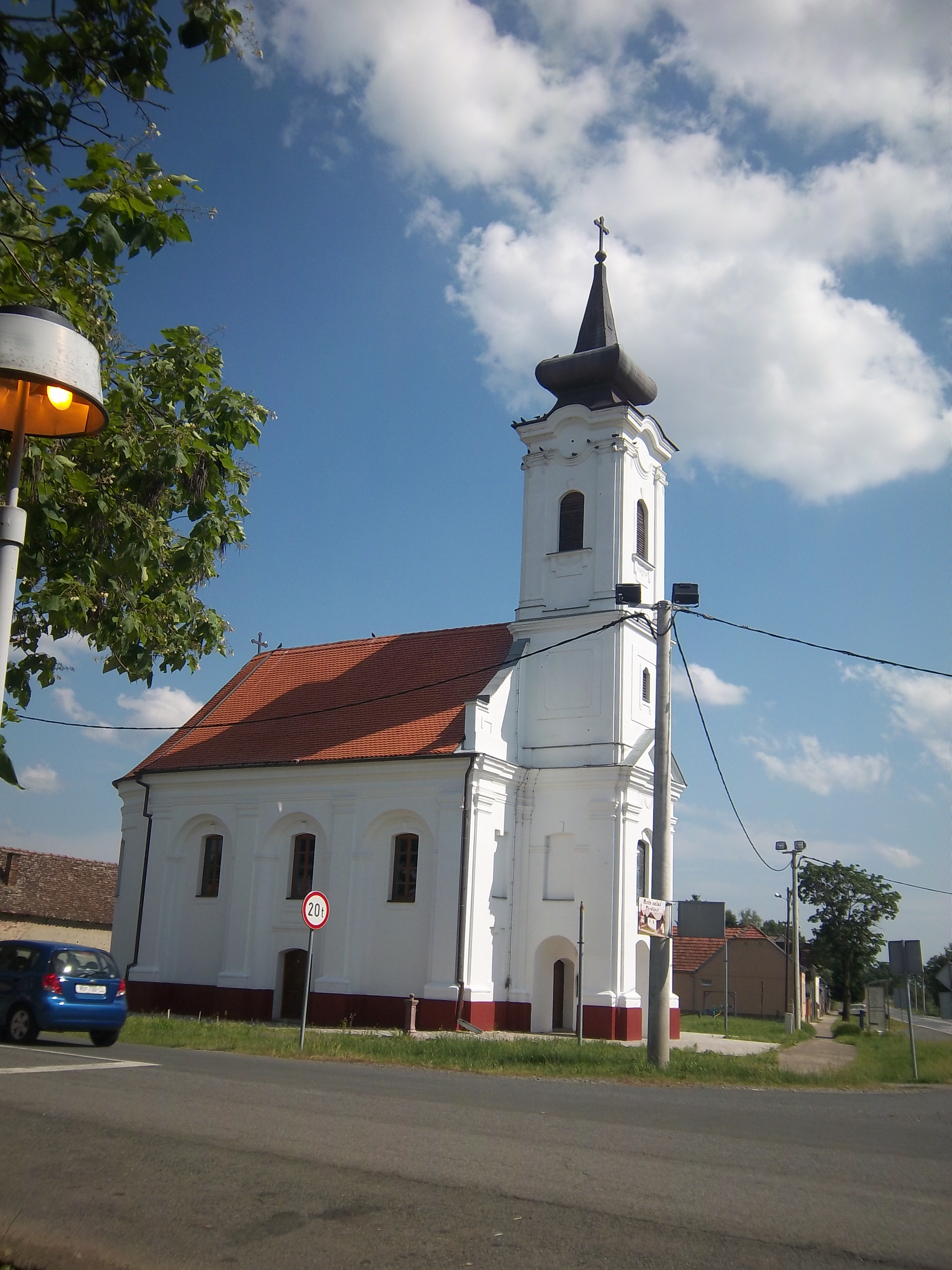
L'église de la Nativité-de-la-Mère-de-Dieu de Gaboš
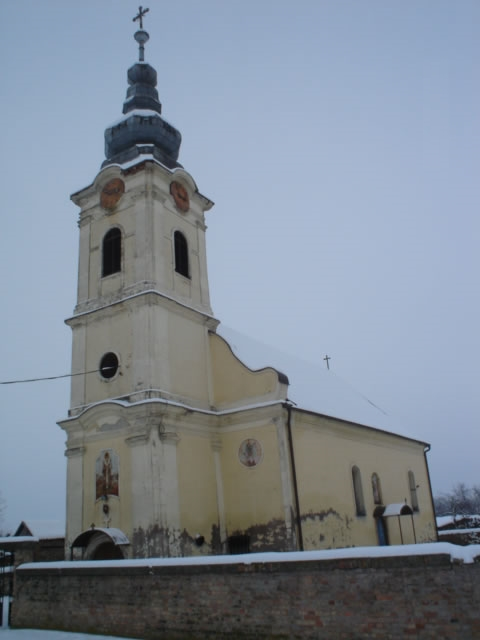
L'église Saint-Nicolas de Jagodnjak

## Monastère
L'éparchie d'Osijek et de Baranja abrite 1 monastère :
| Français                                     | Serbe cyrillique                    | Datation | Emplacement          | Photo |
| -------------------------------------------- | ----------------------------------- | -------- | -------------------- | ----- |
| Monastère de la Dormition-de-la-Mère-de-Dieu | Манастир Успења Пресвете Богородице | 1758     | Municipalité d'Erdut |       |